# Geodiaspis arundinariae
Geodiaspis arundinariae är en insektsart som beskrevs av Tippins och Howell 1973. Geodiaspis arundinariae ingår i släktet Geodiaspis och familjen pansarsköldlöss. Inga underarter finns listade i Catalogue of Life.